# عميد صوافطة
عميد صوافطة (من مواليد 10 يوليو 2000) هو لاعب كرة قدم فلسطيني يلعب كلاعب خط وسط لفريق نفط ميسان ومنتخب فلسطين.

## مهنة النادي
في 25 يوليو 2022، وقع عقداً مع نادي نفط ميسان العراقي لمدة عام واحد.

## مهنة دولية
ظهر صوافطة لأول مرة دوليًا في 25 مارس 2023 أمام البحرين في فوز 2-1.

## روابط خارجية
- عميد صوافطة على فرق كرة القدم الوطنية.كوم
- عميد صوافطة  على سكروي